# Johann Georg Zimmermann
Pour les articles homonymes, voir Johann Zimmermann et Zimmermann.
 (juin 2025).
Johann Georg Zimmermann, né le 8 octobre 1728 à Brugg et mort le 7 octobre 1795 à Hanovre, est un médecin, botaniste et philosophe suisse.

## Biographie

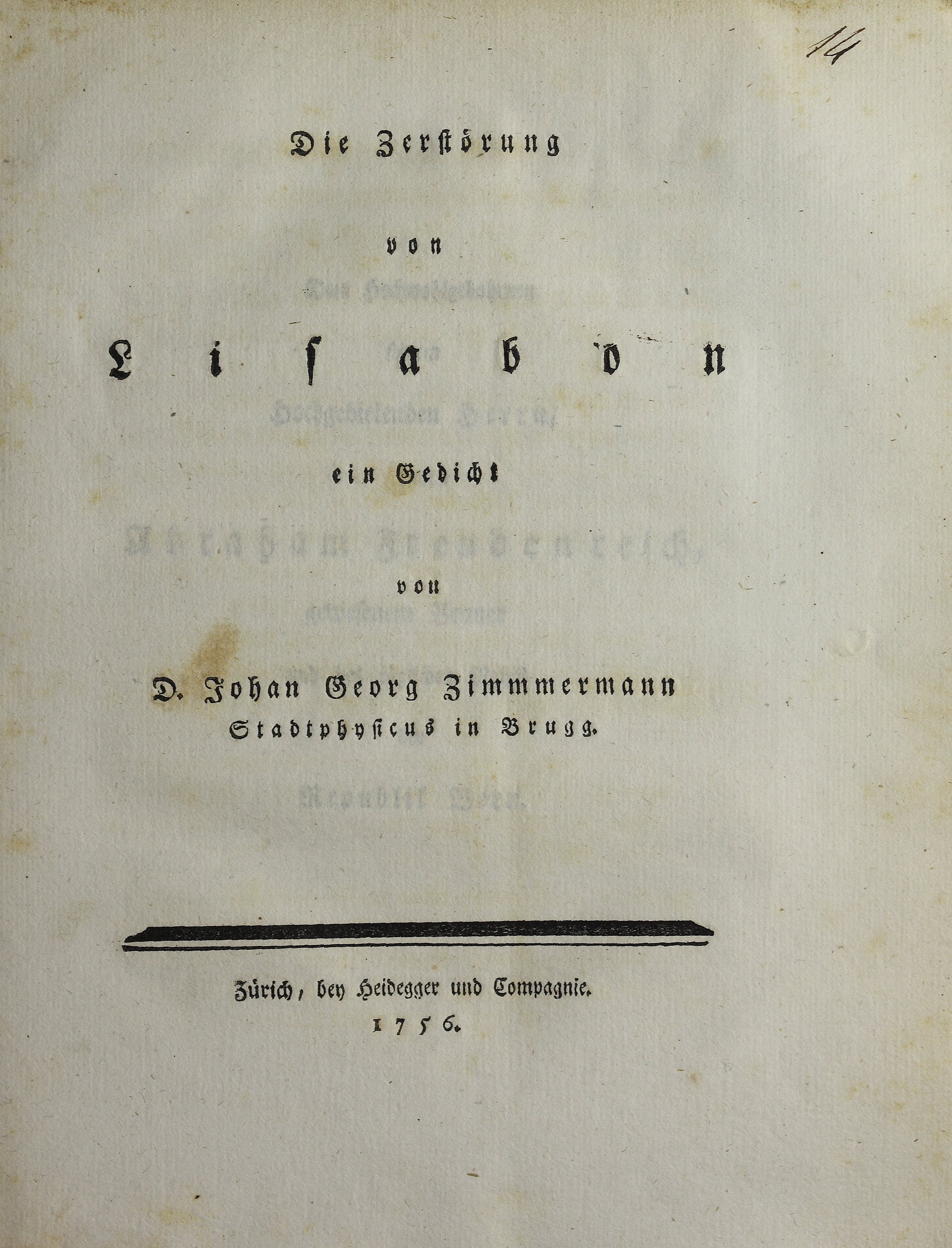
Die Zerstörung von Lisabon (1756)

Zimmermann fait ses études à Göttingen. Il est l’élève d’Albrecht von Haller (1708-1777). Il obtient son doctorat en 1755 avec une thèse intitulée (la) Dissertatio physiologica de irritabilitate. Il voyage ensuite aux Pays-Bas et en France où, à Paris, il devient l’ami de Jean-Baptiste Sénac (1693-1770), médecin du roi Louis XV. Il tient une correspondance avec l’impératrice Catherine II mais refuse son invitation à Moscou.
De retour à Berne, il fait paraître une biographie de Haller sous le titre de (de) Leben des Herrn von Haller (Zurich, 1755). Il s'installe ensuite à Brugg, où il devient médecin de la ville. Il commence alors à travailler sur son ouvrage qui allait le rendre célèbre, (de) Betrachtungen über die Einsamkeit (Réflexions sur la solitude) dont une première version paraît à Zurich en 1756. Cet ouvrage, que Zimmermann va enrichir durant trente ans, sera maintes fois réédité, notamment à Paris grâce à deux traductions différentes. Il faut également citer son étude de la dysenterie : (de) Von der Ruhr unter dem Volke im Jahre 1765 (Zurich, 1767, traduit en français en 1775).

## Œuvres et publications
Éditions princeps
- (la)Dissertatio physiologica de irritabilitate (1751).
- (de)Betrachtungen über die Einsamkeit (1756), Von der Einsamkeit (1773), Über die Einsamkeit (1783/84).
- (de)Von dem Nationalstolze (1758).
- (de)Von der Erfahrung in der Arzneykunst (Zürich 1764): Texte intégral dans la BSB.
- (de)Von der Ruhr unter dem Volke im Jahr 1765, und denen mit derselben eingedrungenen Vorurtheilen, nebst einigen allgemeinen Aussichten in die Heilung dieser Vorurtheile (1767).
- (de) Über Friedrich den Großen und meine Unterredung mit ihm kurz vor seinem Tode (de) (Leipzig 1788), Texte intégral dans la BSB.

Rééditions
- (de)Mit Skalpell und Federkiel. Ein Lesebuch (= Schweizer Texte. Neue Folge, Bd. 5). Hrsg. von Andreas Langenbacher. Haupt, Bern 1995,  (ISBN 3-258-05132-1).
- (de)Memoire an Seine Kaiserlichkönigliche Majestät Leopold den Zweiten über den Wahnwitz unsers Zeitalters und die Mordbrenner, welche Deutschland und ganz Europa aufklären wollen (= Kleines Archiv des achtzehnten Jahrhunderts. Bd. 24). Nach der Handschrift im Haus-, Hof- und Staatsarchiv Wien mit einem Nachwort hrsg. von Christoph Weiß. Röhrig, St. Ingbert 1995,  (ISBN 3-86110-067-3).
- (de)Drei Gedichte zum Erbeben von Lissabon. Mit einem Nachwort hrsg. von Martin Rector und Matthias Wehrhahn. Wehrhahn, Hannover-Laatzen 2005,  (ISBN 3-86525-019-X).

Traductions en français
- De l'orgueil national, Delalain (Paris), 1769, 372 p., texte intégral.
- La Solitude considérée relativement à l'esprit et au cœur. Leroy (Paris), 1788, 344 p. 1ère édition française- Traduction par J.B Mercier.
- Traité de la dyssenterie, [traduit de l'allemand sur une nouvelle édition revue et corrigée par Jean-Baptiste Lefebvre de Villebrune (1732-1809)], impr. de Moreaux (Calais), 1810, XLVIII-384 p. ; in-12, lire en ligne sur Gallica.
- Traité de l'expérience en général, et en particulier dans l'art de guérir, Traduit de l'allemand par M. Le Febvre de V. Nouvelle édition, augmentée de la Vie de l'auteur, par M. Tissot, Seguin aîné, 1817.
- La Solitude. Traduction nouvelle, précédée d'une introduction par Xavier Marmier, V.Masson, 1859, Texte intégral.